# 古林公园
古林公园是一座位于南京市鼓楼区虎踞北路21号，靠近清凉山，面积约占400亩，其中大部分为绿地。该公园建于一个佛教胜迹——古林寺的旧址之上，目前已成为一座综合性的公园。有儿童乐园等设施，提供烧烤等服务。2014年5月1日起对市民免费开放。

## 历史
古林公园所处的位置原有做叫做“古林寺”的寺庙，根据记载，该寺最早叫做“观音庵”，建于梁代，后更名为“古林庵”。明朝时，该寺被皇帝赐予“古林律寺”额和十宝：紫衣、龙藏、观音像、轩辕镜、金香炉、紫金钵、玉蒲团、乌金板、量天尺、混天球及万寿戒坛匾。清朝咸丰年间（1853年），该寺被毁坏，经过40余年后被重新修复。1900年，该寺又因为火灾被毁，之后，当时的住持募集资金重建并扩大了寺庙的规模，重建后的寺庙有百余个房间，规模庞大，金碧辉煌。民国时期，寺庙被荒废并成为农民的菜地。1959年，寺庙所在地成为江苏省省级机关的园艺场，1964年被移交给南京市的园林部门作为苗圃使用。由于该地沟壑高下，地形多变，具有创建公园的自然环境，1981年1月，建设公园的请求被批准。该公园于1984年4月23日南京解放35周年时对公众开放。

## 景观
古林公园中种植着大量的花卉，主要包括了千余株牡丹、梅花和芍药，这也是该公园成为南京的一处赏花胜地。作为江苏省十大赏梅基地的古林公园，历年也一直作为分会场承办着南京市国际梅花节的诸多活动。此外，公园的最高处还设有一个亭子，被称为“四方八景阁”，从亭子里可以看见公园的全貌和附近的南京广播电视塔，逢重大节日时，还可以从此观赏烟火。
公园内部的景点大多以植物命名，游客可以在相依的区域内找到相应的植物，这些景点包括了：杜鹃坡、远香榭、牡丹园、茶花坞、梅花岭、月季园、盆景园、四方八景阁等。
2006年，南京市政府曾经规划扩建古林公园之模范西路，并加入儿童游戏、少儿艺术园、影视动漫基地、网球场、健身房等设施，同时与南京电视塔和王秦淮河风光带相连。